# 林沅君
林沅君（1984年10月5日—），台灣花式撞球職業選手，球風犀利，故得封號「女殺手」。2005年參加台灣安麗盃賽事至2015年至今，為歷屆賽事第三位奪冠的台灣選手。2008年奪得安麗盃冠軍及世界冠軍頭銜。2015年再度勇奪安麗盃冠軍。

## 年度總冠軍賽

### 2006女子職業撞球大賽
| 站別     | 冠軍   | 亞軍   | 季軍           |
| 一       | 譚湘玲 | 柳信美 | 周婕妤、賴慧珊 |
| 二       | 譚湘玲 | 柳信美 | 賴慧珊、周婕妤 |
| 總冠軍賽 | 譚湘玲 | 柳信美 | 林沅君、賴慧珊 |

### 2007女子職業撞球大賽
| 站別     | 冠軍        | 亞軍   | 季軍                            |
| 一       | 柳信美      | 賴慧珊 | 林沅君、濱西由希子（ 日本）     |
| 二       | 金佳映（ ） | 柳信美 | 周婕妤、Amit Rubilen（ 菲律賓） |
| 三       | 林沅君      | 林倍君 | 柳信美、賴慧珊                  |
| 總冠軍賽 | 金佳映（ ） | 蔡佩真 | 張舒涵、柳信美                  |

### 2008女子職業撞球大賽
| 站別     | 冠軍   | 亞軍        | 季軍                        |
| 一       | 蔡佩真 | 柳信美      | 范瑞芳、周婕妤              |
| 二       | 周婕妤 | 金佳映（ ） | 柳信美、濱西由希子（ 日本） |
| 三       | 譚湘玲 | 高淑品      | 林沅君、林苗儀              |
| 總冠軍賽 | 周婕妤 | 林沅君      | 蔡佩真、金佳映（ ）         |

### 2009女子職業撞球大賽
| 站別     | 冠軍   | 亞軍   | 季軍                |
| 一站     | 周婕妤 | 蔡佩真 | 金佳映（ ）、張舒涵 |
| 二站     | 林沅君 | 柳信美 | 周婕妤、張舒涵      |
| 三站     | 周婕妤 | 柳信美 | 蔡佩真、張舒涵      |
| 總冠軍賽 | 周婕妤 | 賴慧珊 | 張舒涵、林沅君      |

### 2010女子職業撞球大賽
| 站別     | 冠軍   | 亞軍   | 季軍           |
| 一站     | 蔡佩真 | 林沅君 | 賴慧珊、周婕妤 |
| 二站     | 周婕妤 | 張舒涵 | 林筱琦、譚禾耘 |
| 三站     | 林沅君 | 譚禾耘 | 周婕妤、張舒涵 |
| 總冠軍賽 | 林沅君 | 周婕妤 | 譚禾耘、張舒涵 |

### 2014女子職業撞球大賽
| 站別 | 冠軍   | 亞軍   | 季軍           |
| 一站 | 林沅君 | 周婕妤 | 柳信美、詹雅庭 |

## 比賽成績
- 2001年全國中等學校花式撞球錦標賽高中女子組冠軍
- 2002年全國中等學校花式撞球錦標賽高中女子組冠軍
- 2003年亞洲錦標賽季軍
- 2004年東京9號球公開賽女子組亞軍
- 2004年安麗盃世界女子花式撞球邀請賽第7名
- 2004年世界女子花式撞球錦標賽第5名
- 2004年第37屆全日本大阪公開賽女子組亞軍
- 2005年安麗盃世界女子花式撞球邀請賽第5名
- 2005年全國運動會撞球項目女子9號球雙打賽金牌
- 2006年亞洲女子9號球錦標賽季軍
- 2006年第39屆全日本大阪公開賽女子組冠軍
- 2006年杜哈亞洲運動會花式撞球女子8號球個人賽金牌
- 2007年第40屆崎全日本尼崎公開賽女子組並列第5名
- 2007年全國運動會撞球項目女子8號球個人賽銅牌
- 2007年全國運動會撞球項目女子9號球個人賽銅牌
- 2008年鹿城盃中國女子九球精英賽亞軍
- 2008年安麗盃世界女子花式撞球錦標賽冠軍
- 2008年第四屆韓國職業撞球巡迴錦標賽女子組冠軍
- 2009年安麗盃世界女子花式撞球公開賽並列第9名
- 2009年世界運動會撞球比賽女子花式9球銅牌
- 2009年東亞運動會女子花式9球銅牌
- 2010年安麗盃世界女子花式撞球錦標賽16強未晉級
- 2010年緯來女子職撞大賽年度總冠軍
- 2011年安麗盃世界女子花式撞球公開賽前16強第2輪淘汰
- 2012年安麗益之源盃世界女子花式撞球公開賽第17名
- 2012年WPA世界年度排名第九
- 2013年中國瀋陽國奧集團盃世界女子9球錦標賽亞軍
- 2015年安麗益之源盃世界女子花式撞球錦標賽冠軍
- 2015年WPA世界年度排名第五
- 2016年安麗益之源盃世界女子花式撞球錦標賽止於8強
- 2016年廣州混雙9球國際公開賽季軍(男子搭檔:傅哲偉)

| 前任： 潘曉婷 | 安麗盃世界女子花式撞球錦標賽冠軍 2008年 | 繼任： 周婕妤 |

| 前任： 周婕妤 | 安麗益之源盃世界女子花式撞球錦標賽冠軍 2015年 | 繼任： 切斯卡·森特諾 |